# Kosmos 2403
Kosmos 2403, ruski navigacijski satelit (globalno pozicioniranje) iz programa Kosmos. Vrste je GLONASS (Glonass br. 795, Uragan br. 795). 
Lansiran je 10. prosinca 2003. godine u 17:42 s kozmodroma Bajkonura (Tjuratam) u Kazahstanu. Lansiran je u srednje visoku orbitu oko planeta Zemlje raketom nosačem Proton-K/Briz-M 8K72K. Orbita mu je 19018 km u perigeju i 19240 km u apogeju. Orbitna inklinacija mu je 65,07°. Spacetrackov kataloški broj je 28113. COSPARova oznaka je 2003-056-B. Zemlju obilazi u 675,69 minuta. Pri lansiranju bio je mase kg.
Još dva Glonassa lansirana su u ovoj misiji. Više dijelova iz ove misije odvojilo se od rakete nosača i kruže u srednjoj i u visokoj orbiti.

## Vanjske poveznice
- Glonass Constellation Status (engl.)
- N2YO.com Search Satellite Database (engl.)
- Celes Trak SATCAT Format Documentation (engl.)
- Kunstman  Arhivirana inačica izvorne stranice od 12. kolovoza 2019. (Wayback Machine) Satellites in Orbit (engl.)